# D’Andre Anderson
D’Andre Anderson (* 18. März 2001) ist ein jamaikanischer Sprinter, der sich auf den 400-Meter-Lauf spezialisiert hat.

## Sportliche Laufbahn
Erste internationale Erfahrungen sammelte D’Andre Anderson, der an der Clemson University in den Vereinigten Staaten studiert, im Jahr 2023, als er bei den U23-NACAC-Meisterschaften in San José in 45,56 s die Goldmedaille im 400-Meter-Lauf gewann und sich auch mit der jamaikanischen 4-mal-400-Meter-Staffel in 3:02,44 min die Goldmedaille sicherte. Anschließend startete er mit der Staffel bei den Weltmeisterschaften in Budapest und verhalf dem Team zum Finaleinzug.

## Persönliche Bestzeiten
- 400 Meter: 45,02 s, 8. Juli 2023 in Kingston
  - 400 Meter (Halle): 47,75 s, 3. Februar 2023 in Blacksburg